# Agapetes praeclara
Agapetes praeclara är en ljungväxtart som beskrevs av Cecil Victor Boley Marquand. Agapetes praeclara ingår i släktet Agapetes och familjen ljungväxter. Inga underarter finns listade i Catalogue of Life.